# Mittelelbe zwischen Mulde und Saale
Die Mittelelbe zwischen Mulde und Saale ist ein Naturschutzgebiet in der kreisfreien Stadt Dessau-Roßlau, in der Stadt Aken im Landkreis Anhalt-Bitterfeld und in der Stadt Barby im Salzlandkreis.

## Allgemeines
Das Naturschutzgebiet mit dem Kennzeichen NSG 0394 ist circa 8.507 Hektar groß. Es überlagert sich größtenteils mit dem EU-Vogelschutzgebiet „Mittlere Elbe einschließlich Steckby-Lödderitzer Forst“ und den FFH-Gebieten „Kühnauer Heide und Elbaue zwischen Aken und Dessau“. Weiterhin beinhaltet es einen Teil des FFH-Gebietes „Saaleaue bei Groß Rosenburg“ sowie einen kleinen Teil des FFH-Gebietes „Elbaue zwischen Saalemündung und Magdeburg“. Das FFH-Gebiet „Elbaue Steckby-Lödderitz“ überlagert sich vollständig mit dem Naturschutzgebiet. In dem Gebiet sind die bisherigen Naturschutzgebiete „Steckby-Lödderitzer Forst“ und „Saalberghau“ sowie Teile des Landschaftsschutzgebietes „Mittlere Elbe“ aufgegangen. Das Naturschutzgebiet ist überwiegend vom Landschaftsschutzgebiet „Mittlere Elbe“ umgeben. Das Gebiet steht seit dem 21. Dezember 2018 unter Naturschutz. Zuständige untere Naturschutzbehörden sind die Stadt Dessau-Roßlau und die Landkreise Anhalt-Bitterfeld und Salzlandkreis.

## Beschreibung

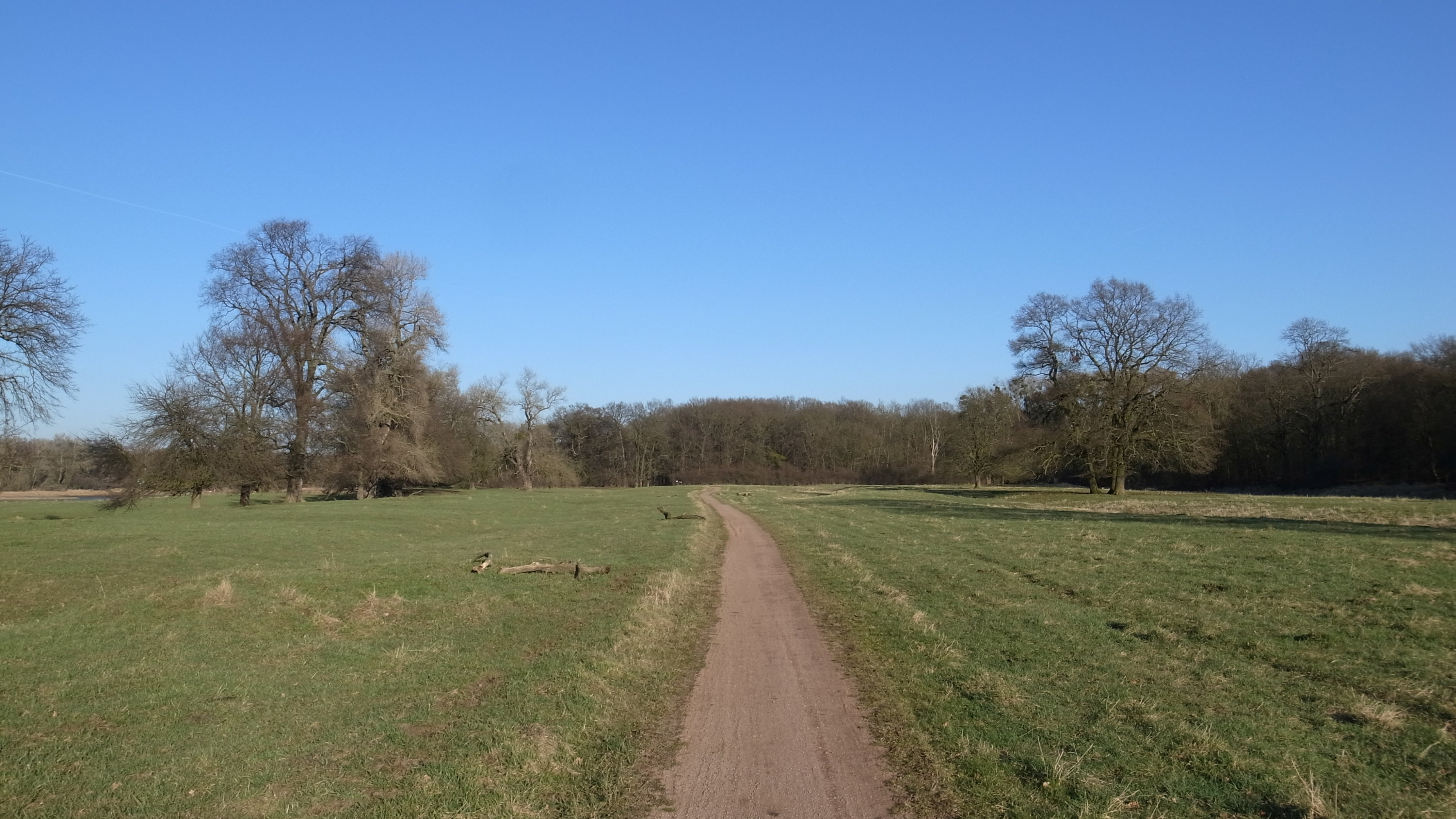
Weg in der Elbeaue

Das Naturschutzgebiet erstreckt sich entlang der Elbe und ihrer Niederung zwischen Dessau-Roßlau und Barby und schließt dabei das Mündungsgebiet der Saale mit ein. Das Naturschutzgebiet liegt größtenteils innerhalb des Biosphärenreservats Mittelelbe als Teil des Biosphärenreservats Flusslandschaft Elbe und beinhaltet den größten Teil des Kerngebietes des Naturschutzgroßprojektes Mittlere Elbe, zu dessen Sicherung das Naturschutzgebiet auch dient.
Das Gebiet ist von Weich- und Hartholzauwäldern, Erlenbruchwäldern sowie überwiegend feuchten, extensiv bewirtschafteten Grünlandkomplexen geprägt, die zum Teil im Überflutungsbereich der Elbe liegen, zum Teil aber auch ausgedeicht sind. Die ausgedeichten Bereiche werden teilweise durch Qualmwasser beeinflusst. An feuchten Standorten sind auch Sümpfe, Röhrichte und Hochstaudenfluren zu finden. Außerdem sind Grünlandbereiche als seggen- und binsenreiche Nasswiesen ausgeprägt. Stellenweise sind die Grünländer als Brenndoldenwiesen ausgeprägt. In dem Naturschutzgebiet sind innerhalb der Aue zahlreiche Altwasser mit Verlandungszonen, Flutrinnen und nasse Senken zu finden. Die Auwälder werden von Schwarzerle, Gemeiner Esche, Stieleiche, Flatterulme und Feldulme geprägt.
Die Bereiche außerhalb der Aue sind vielfach bewaldet, wie z. B. der Steckbyer Forst als Bestandteil des Naturschutzgebietes. Vorherrschende Waldgesellschaften außerhalb der Aue sind Eichen-Hainbuchenwälder. Teilweise sind Binnendünen, Trockenrasen und Heiden wie die Kühnauer Heide zu finden. Die Waldgesellschaften im Naturschutzgebiet verfügen über einen hohen Alt- und Totholzanteil.
Drei Teilflächen sind seit Mitte November 2017 als Naturwaldzelle ausgewiesen: Die 40,3 Hektar große Naturwaldzelle „Lödderitz-Goldberger See“ in Lödderitz mit Eichen-Hainbuchenwäldern frischer bis feuchter Standorte sowie kleinflächig Erlen-Sumpf- und Bruchwäldern, in der zum Zeitpunkt der Ausweisung bis zu 200 Jahre alte Stieleichen stockten, die 45,2 Hektar große Naturwaldzelle „Lödderitz-Ketzin“ in Lödderitz mit Erlen-Ulmen-Auen- und Feuchtwäldern sowie kleinflächig Erlen-Sumpf- und Bruchwäldern, ebenfalls mit sehr alten Stieleichen sowie Schwarzpappeln, und die 35,5 Hektar große Naturwaldzelle „Olberg“ in Aken mit Erlen-Ulmen-Auen- und Feuchtwäldern mit teilweise über 200 Jahre alten Stieleichen. Rund 2323 Hektar des Naturschutzgebietes liegen in den Kernzonen des Biosphärenreservats Mittelelbe und sind als Totalreservat einer ungestörten Entwicklung überlassen.

## Flora und Fauna
Das Naturschutzgebiet ist Lebensraum einer artenreichen, teilweise bestandsgefährdeten Flora und Fauna. Die Elbaue ist Lebensraum für Biber und Fischotter. Die Wälder sind Lebensraum der Wildkatze. Das Naturschutzgebiet beherbergt die Marderarten Baummarder und Europäischer Iltis. Es ist weiterhin Lebensraum zahlreicher Fledermäuse. Großes Mausohr, Großer und Kleiner Abendsegler, Große Bartfledermaus, Braunes und Graues Langohr, Breitflügelfledermaus, Bechsteinfledermaus, Rauhautfledermaus, Mückenfledermaus, Mopsfledermaus, Fransenfledermaus, Wasserfledermaus und Zwergfledermaus sind hier heimisch. Amphibien sind durch Knoblauchkröte, Wechselkröte, Kreuzkröte, Grasfrosch, Seefrosch, Teichfrosch, Moorfrosch, Laubfrosch und Kammmolch vertreten, außerdem ist das Naturschutzgebiet Lebensraum der Rotbauchunke. Reptilien sind z. B. durch die Zauneidechse vertreten. Insekten kommen zahlreich vor. So wurden rund 50 Libellenarten gefunden, darunter Asiatische Keiljungfer, Grüne Flussjungfer, Große Moosjungfer, Kleine Binsenjungfer und Keilflecklibelle, über 700 Schmetterlingsarten wie beispielsweise Großer Eisvogel und Rotbraunes Wiesenvögelchen, rund 200 Bienenarten, Heuschrecken wie Blauflügelige Sandschrecke, Warzenbeißer und Graue Seggenzirpe sowie verschiedene Käfer, darunter Eremit und Hirschkäfer, verschiedene Laufkäfer, Schnellkäfer, Bockkäfer, z. B. der Heldbock und Buntkäfer, z. B. der Holzbuntkäfer. Im Kühnauer See nordwestlich von Dessau-Roßlau sind Steinbeißer, Schlammpeitzger und Bitterling heimisch. Weitere im Naturschutzgebiet vorkommende Fische und Rundmäuler sind Rapfen, Stromgründling, Barbe, Quappe, Wels und Flussneunauge. Das Gebiet beherbergt eine artenreiche Avifauna. So sind hier u. a. Seeadler, Fischadler, Wespenbussard, Rohrweihe, Wiesenweihe, Kornweihe, Rotmilan, Schwarzmilan, Merlin, Wanderfalke, Sumpfohreule, Kranich, Weißstorch, Schwarzstorch, Graureiher, Silberreiher, Nachtreiher, Schwarzspecht, Grauspecht, Mittelspecht, Ziegenmelker, Eisvogel, Neuntöter, Ortolan, Heidelerche, Sperbergrasmücke, Blaukehlchen, Rohrdommel, Zwergdommel, Kampfläufer, Wachtelkönig, Flussregenpfeifer, Kormoran, Sterntaucher, Ohrentaucher, Zwergsäger, Kleines Sumpfhuhn, Tüpfelsumpfhuhn, Flussseeschwalbe, Trauerseeschwalbe und Zwergseeschwalbe heimisch. Weiterhin ist das Naturschutzgebiet Lebensraum verschiedener Entenvögel und Möwen. Insgesamt wurden im Naturschutzgebiet rund 180 Brutvogelarten und etwa 130 Gastvogelarten nachgewiesen. Das Naturschutzgebiet hat als Rast- und Überwinterungsgebiet auch eine große Bedeutung für ziehende Wasservögel und Limikolen.
Im Naturschutzgebiet siedeln zahlreiche Pflanzen, darunter Aufrechte Waldrebe, Waldnabelnüsschen, Kammwachtelweizen, Echter Haarstrang, Mauerfelsenblümchen, Mauergipskraut, Rutenschöterich, Duftendes Mariengras, Hohes Veilchen, Glänzende Wiesenraute, Pyrenäensumpfkresse, Banater Segge, Wurzelnde Simse, Sandsilberscharte und Glattbrillenschötchen sowie Sibirische Schwertlilie, Sumpfwolfsmilch, Wassernuss und Krebsschere. Weiterhin sind hier verschiedene Orchideen zu finden.

## Sonstiges
Durch das Naturschutzgebiet verlaufen stellenweise Wege. Weiterhin dürfen einzelne Bereiche des Naturschutzgebietes betreten werden.